# Charles Tannock
Charles Tannock (ur. 25 września 1957 w Aldershot) – brytyjski psychiatra i polityk, poseł do Parlamentu Europejskiego V, VI, VII i VIII kadencji.

## Życiorys
W latach 1976–1980 studiował w Balliol College w Oksfordzie. W 1983 uzyskał licencjat w dziedzinie medycyny i nauk ścisłych w Middlesex Hospital Medical School w ramach University College London. W tym samym roku na Uniwersytecie w Oksfordzie uzyskał magisterium. Został członkiem Royal College of Psychiatrists, konsultantem w dziedzinie psychiatrii oraz wykładowcą w szpitalu uniwersyteckim w Londynie.
Od 1998 do 2000 był radnym gminy Royal Borough of Kensington and Chelsea. W 1999 został po raz pierwszy wybrany do Parlamentu Europejskiego. W 2004, 2009 i 2014 z powodzeniem ubiegał się o reelekcję na kolejne kadencje, zasiadając w PE do 2019.
Jest autorem publikacji z dziedziny psychiatrii. W 2000 został honorowym obywatelem Londynu.